# Teología ortodoxa

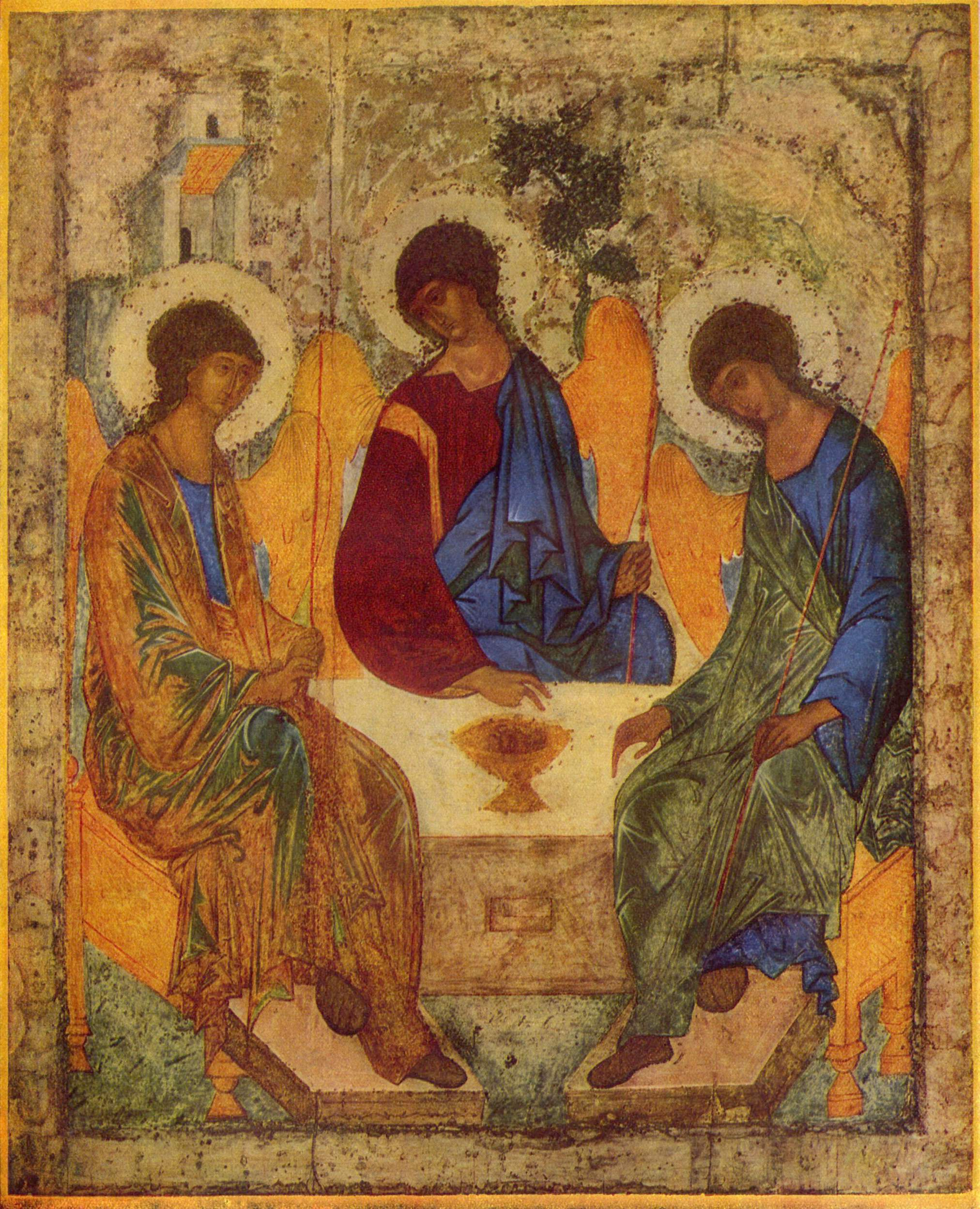
La Hospitalidad de Abraham, de Andréi Rubliov: los tres ángeles representan las tres personas de Dios.

La teología de la Iglesia ortodoxa está caracterizada por un trinitarianismo monoteístico, por la creencia en la Encarnación del Logos (Hijo de Dios), por un equilibrio entre la teología afirmativa y la teología negativa, una hermenéutica definida por la Tradición Sagrada, una eclesiología concretamente católica, un cuerpo teológico robusto sobre la persona, y una soteriología terapéutica y principalmente recapitulativa.

## Tradición sagrada

### Eclesiología
La Iglesia ortodoxa se considera la iglesia única, santa, católica y apostólica establecida por Cristo y sus apóstoles. Durante los primeros años de la iglesia, gran parte de lo que se transmitió a sus miembros fue en forma de enseñanzas orales. En un período muy corto de tiempo, se establecieron tradiciones para reforzar estas enseñanzas. La Iglesia ortodoxa afirma haber sido muy cuidadosa en preservar estas tradiciones. Cuando surgen preguntas de creencia o nuevos conceptos, la Iglesia siempre se remite a la fe original. Los ortodoxos ven la Biblia como una colección de textos inspirados que surgieron de esta tradición, no al revés; y las elecciones hechas en la formación del Nuevo Testamento provienen de una comparación con la fe ya firmemente establecida. La Biblia ha llegado a ser una parte muy importante de la "Tradición", pero no la única parte.
Asimismo, la Iglesia Ortodoxa siempre ha reconocido el desarrollo gradual en la complejidad de la articulación de las enseñanzas de la Iglesia. Sin embargo, no cree que la verdad cambie y, por lo tanto, siempre respalda sus creencias basándose en las enseñanzas directas de los Apóstoles. La Iglesia también entiende que no todo está perfectamente claro; por lo tanto, siempre ha aceptado una buena cantidad de disputas sobre ciertos temas, argumentos sobre ciertos puntos, como algo que siempre estará presente dentro de la Iglesia. Es esta contienda la que, a través del tiempo, aclara la verdad. La Iglesia ve esto como la acción del Espíritu Santo en la historia para manifestar la verdad al hombre.
La Iglesia es inquebrantable al mantener sus enseñanzas dogmáticas, pero no insiste en aquellos asuntos de fe que no se han definido específicamente. Los ortodoxos creen que siempre debe haber lugar para el misterio cuando se habla de Dios. A los individuos se les permite tener teología (opiniones teológicas privadas) siempre que no contradigan la enseñanza tradicional ortodoxa. A veces, varios Padres Sagrados pueden tener opiniones contradictorias sobre una determinada pregunta, y donde no existe consenso, el individuo es libre de seguir su conciencia.
La tradición también incluye el Credo de Nicea, los decretos de los Siete Concilios Ecuménicos, los escritos de los Padres de la Iglesia, así como las leyes ortodoxas (cánones), libros litúrgicos e iconos, etc. En defensa de la tradición extrabíblica, la Iglesia Ortodoxa cita a Pablo: "Por lo tanto, hermanos, permanezcan firmes y mantengan las tradiciones que les han enseñado, ya sea por nuestra palabra hablada o por nuestra epístola". (2 Tesalonicenses 2:15). La Iglesia Ortodoxa también cree que el Espíritu Santo trabaja a través de la historia para manifestar la verdad a la Iglesia, y que Él elimina la falsedad para que la Verdad pueda ser reconocida más plenamente.

### Consenso de los Padres
La ortodoxia interpreta la verdad basada en tres testigos: el consenso de los Santos Padres de la Iglesia; la enseñanza continua del Espíritu Santo que guía la vida de la Iglesia a través del nous, o la mente de la Iglesia (también llamada la "Conciencia Universal de la Iglesia"), que se cree que es la Mente de Cristo (1 Corintios 2:16); y la praxis de la iglesia (incluyendo, entre otras cosas, el ascetismo, la liturgia, la himnografía y la iconografía).
El consenso de la Iglesia a lo largo del tiempo define su catolicidad, lo que toda la Iglesia cree en todo momento. San Vicente de Lerins, escribió en su Commonitoria (434 d. C.), que la doctrina de la Iglesia, como el cuerpo humano, se desarrolla con el tiempo mientras mantiene su identidad original: "En la Iglesia ortodoxa misma, se debe tener todo el cuidado posible en mantener esa fe que se ha creído en todas partes, siempre, por todos". Los que no están de acuerdo con ese consenso no son aceptados como auténticos "Padres". Todos los conceptos teológicos deben estar de acuerdo con ese consenso. Incluso aquellos considerados como auténticos "Padres" pueden tener algunas opiniones teológicas que no se comparten universalmente, pero que no se consideran heréticas. Algunos Santos Padres incluso han hecho declaraciones que luego se definieron como heréticas, pero sus errores no los excluyen de la posición de autoridad (la herejía es un pecado de soberbia; el error involuntario no lo convierte a uno en un hereje, solo la negativa a aceptar un dogma que ha sido definido por la iglesia). Así, un cristiano ortodoxo no está obligado a estar de acuerdo con cada opinión de cada Padre, sino con el consenso de los Padres, y luego solo con aquellos asuntos sobre los cuales la iglesia es dogmática.
Algunos de los más grandes teólogos en la historia de la iglesia provienen del siglo IV, incluidos los Padres Capadocios y los Tres Santos Jerarcas. Sin embargo, los ortodoxos no consideran que la "era patrística" sea cosa del pasado, sino que continúa en una sucesión ininterrumpida de maestros iluminados (los santos, especialmente aquellos que nos han dejado escritos teológicos) de los Apóstoles hasta la actualidad.

### Sagradas escrituras
Muchos cristianos modernos consideran la Biblia y su interpretación como la única autoridad para el establecimiento de sus creencias sobre el mundo y su salvación. Desde el punto de vista ortodoxo, la Biblia representa aquellos textos aprobados por la iglesia con el propósito de transmitir las partes más importantes de lo que ya se creía. La Iglesia más o menos aceptó la versión preexistente de la Septuaginta griega de las Escrituras Hebreas que les transmitieron los judíos; pero los textos del Nuevo Testamento fueron escritos para miembros o congregaciones de la Iglesia que ya existían. Estos textos no se consideraron universalmente canónicos hasta que la iglesia los revisó, editó, aceptó y ratificó en el 368.
Los griegos, que tenían un lenguaje altamente sofisticado y filosófico, siempre entendieron que ciertas secciones de las Escrituras, aunque contienen lecciones morales y verdades complejas, no necesariamente tienen que ser interpretadas literalmente. Los ortodoxos también entienden que un pasaje particular puede ser interpretado en muchos niveles diferentes simultáneamente. Sin embargo, la interpretación no es una cuestión de opinión personal (2 Pedro 1:20). Por esta razón, los ortodoxos dependen del consenso de los Santos Padres para proporcionar una guía confiable para la interpretación precisa de las Escrituras.
La Iglesia ortodoxa  es una iglesia fuertemente bíblica. Una gran parte del Oficio divino se compone de porciones directas de las Escrituras (Salmos, lecturas) o alusiones a pasajes o temas de las Escrituras (himnografía como la contenida en los Octoechos, Triodion, Pentecostarion, etc.) Se lee todo el Salterio en el transcurso de una semana (dos veces durante la Gran Cuaresma). Todo el Nuevo Testamento (con la excepción del Libro de Apocalipsis) se lee durante el transcurso del año, y se leen numerosos pasajes del Antiguo Testamento en Vísperas y otros servicios.
El Evangelio se considera un icono de Cristo, y se coloca en una posición de honor en la Mesa Santa (altar). El Libro del Evangelio tradicionalmente no está cubierto de cuero (la piel de un animal muerto) porque la Palabra de Dios se considera que da vida. Tradicionalmente, el Evangelio está cubierto de oro o tela.
Se alienta a los cristianos ortodoxos a leer y estudiar la Biblia a diario, especialmente haciendo uso de los escritos de los Santos Padres como guía.
Ensayos recientes han surgido por varios eruditos ortodoxos contemporáneos que intentan tanto conciliar y reaccionar a la interpretación creacionista de Génesis 1-2 con la estricta teoría darwinista de la evolución humana.[cita requerida]

## Trinidad
Los cristianos ortodoxos creen en un único Dios que es a la vez tres y uno (triuno): el Padre, el Hijo y el Espíritu Santo, "uno en esencia e indivisible". La Santísima Trinidad consiste de tres personas divinas "inconfundidas" y distinguidas (hipóstasis), que comparten una única esencia divina (ousia) no creada, inmaterial y eterna. El Padre es la fuente eterna de la Deidad, de quien el Hijo es eternamente generado, y también de Quien el Espíritu Santo procede eternamente. La esencia de Dios siendo aquello que está más allá de la comprensión humana, no puede ser definida y/o abordada por el entendimiento humano.

### Cristología
Los cristianos ortodoxos creen que la Palabra encarnada de Dios es una persona en dos naturalezas, tanto divina como humana, perfectamente Dios (τέλειος Θεός) y perfectamente hombre (τέλειος άνθρωπος). A lo largo de los siglos, este ha sido un punto de disputa entre las facciones teológicas cristianas cismáticas (heterodoxas) y el cuerpo dominante de creyentes cristianos (ortodoxos). Cristo tenía una voluntad divina, o un conjunto de deseos e incentivos espirituales, y una voluntad humana con impulsos carnales. Tenía un cuerpo humano, una mente humana y un espíritu humano capaces de ser tentados con el pecado y sufrir de la misma manera que nosotros. De esta manera, se dice que Dios sufrió y murió en la carne de Jesús, aunque la naturaleza divina es impasible e inmortal.[cita requerida]
Los cristianos ortodoxos creen que Jesús de Nazaret es el Mesías prometido de los judíos, el Dios de Israel vino a estar con su pueblo, el Redentor de la raza humana que salva al mundo del pecado y sus efectos, la auto-revelación comprensible del Dios incomprensible, y el Hijo pre-eterno engendrado del Padre antes de todas las edades: "el Hijo unigénito de Dios, engendrado del Padre antes de todos los mundos (eones), Luz de Luz, Dios verdadero de Dios verdadero, engendrado, no creado, siendo de una sustancia con el Padre". Se dice que fue engendrado sin tiempo como Dios sin madre y engendrado en la historia como hombre sin padre.[cita requerida]
Los cristianos ortodoxos creen en la traición, el juicio, la ejecución, el entierro y la resurrección de Jesucristo, que realmente resucitó de los muertos al tercer día después de su crucifixión. La fiesta de la resurrección de Cristo se conoce como Pascha en la Iglesia ortodoxa. Esta es la variante aramea (el idioma hablado en la época de Jesús) del hebreo Pesaj, que significa "Pascua". La resurrección de Cristo es la Pascua cristiana. Pascha se llama "la Fiesta de las Fiestas" y se considera la fiesta más grande de todas las fiestas litúrgicas de la Iglesia, incluidas las fiestas de la Natividad (Navidad) y la Anunciación.

### Esencia y energías
Al discutir la relación de Dios con Su creación, se hace una distinción dentro de la teología ortodoxa entre la esencia eterna de Dios y las energías no creadas, aunque se entiende que esto no compromete la simplicidad divina. Las energías y la esencia son inseparablemente Dios. Las energías divinas son las expresiones del ser divino en acción según la doctrina ortodoxa, mientras que las personas de la Trinidad son divinas por naturaleza. Por lo tanto, los seres creados están unidos a Dios a través de la participación en las energías divinas y no en la esencia divina u ousia.

### Teodicea
El teólogo ortodoxo Olivier Clement escribió:

Los cristianos no necesitan crear una teoría especial para justificar a Dios (teodicea). Para todas las preguntas sobre la concesión del mal por parte de Dios (el problema del mal) hay una respuesta: Cristo; el Cristo crucificado, que quema en sí mismo todos los sufrimientos del mundo para siempre; Cristo, quien regenera nuestra naturaleza y ha abierto la entrada al Reino de vida eterna y plena a cada uno que lo desee.[cita requerida]

Estos conceptos de teodicea y el problema del mal desde una perspectiva ortodoxa se derivan de una concepción errónea sobre la antropología del hombre (es decir, libre albedrío y omnipotencia divina). En los primeros años de la comunidad cristiana llamada gnósticos (por padres de la iglesia como Ireneo), estos atacaron al Dios judío y la historia de la creación cósmica contenida en la Torá. Gran parte de estas sectas gnósticas llamaron al creador judío YHWH inferior debido a que permitió que su creación fuera imperfecta o que permitiera la ocurrencia de eventos negativos. El ejemplo más claro de este dios creador tonto o malvado se expresa en términos modernos en el concepto filosófico denominado "el problema del mal". Los filósofos católicos occidentales (como Agustín, Anselmo de Canterbury, Tomás de Aquino, siguiéndolos la teodicea agustiniana) han intentado disculparse por el Dios judeocristiano debido a esta característica del mundo material, bajo el término teodicea.[cita requerida]
Los primeros padres de la iglesia abordaron esta forma de fatalismo (un término secular más moderno para estas enseñanzas sería o bien necesitarismo o determinismo teológico) ya que enseñaba que la humanidad no tenía libre albedrío significativo; los judeocristianos enseñaron que la humanidad tiene libre albedrío indeterminado (una posición filosófica llamada libertarismo). La Iglesia enseñó (contra los gnósticos) que el cosmos ha caído, pero no porque Dios lo haya creado disfuncionalmente, sino porque el hombre hizo mal uso de su libre voluntad para elegir un camino que lo separe de Dios, es decir, para existir dentro de la voluntad divina en relación perfecta, y proclamó idólatramente su autosuficiencia. Cuando la humanidad hizo esta elección, se enseña en la patrística oriental que la realidad o cada esfera de influencia y participación humana "cayó" y se corrompió, lo que llevó a la indeterminación (una condición necesaria para el libre albedrío moralmente significativo en un modo de separación de Dios) en la existencia humana. Como resultado de esta aleatoriedad o indeterminación, lo bueno y lo malo les sucede a todas las personas, ya sean de buen o mal carácter. La primera condición de este cambio fue la comprensión oriental de la creación que contrasta radicalmente con el enfoque fatalista del pecado tal como lo enseñaron los sectarios gnósticos y luego los agustinos estrictos.[cita requerida]
La noción de que los ortodoxos ven la teodicea como una preocupación exclusivamente occidental es desmentida por escritos como El pilar y fundamento de la verdad: un ensayo sobre teodicea ortodoxa en doce letras de Pavel Florensky; Teodicea y escatología un punto de vista ortodoxo fundamental en teodicea y escatología del arzobispo Stylianos; Tsunami y Teodicea de David B. Hart, un teólogo ortodoxo y autor de La belleza del infinito; "La dama y la moza": una teodicea práctica en la literatura rusa de Paul Valliere; y con respecto a uno de los Padres de la Iglesia la Teodicea de Ireneo.[cita requerida]

## Pecado
El enfoque de la ortodoxia respecto del pecado y cómo tratarlo, rehúye la percepción del "legalismo" occidental. Seguir estrictamente las reglas sin que sea esto una motivación del corazón no ayuda al creyente en su salvación. El pecado no se trata fundamentalmente de transgredir una ley divina; más bien, es una etiqueta atribuida a cualquier comportamiento que "pierde el norte", es decir, no cumple con el objetivo superior de conformarse a la naturaleza de Dios.[cita requerida]
Por lo tanto,en la tradición ortodoxa el pecado no es visto como una mancha reprensible en el alma que debe ser eliminada, sino más bien como una enfermedad penetrante o un fracaso en el logro del objetivo de la vida verdaderamente humana, cumpliendo nuestro diseño divino y función como creación a la imagen de Dios. El pecado,por lo tanto, no implica meramente la culpabilidad de desobedecer un mandamiento, sino más bien el ímpetu de convertirnos en algo distinto a lo que en realidad somos. Debido a que la experiencia de cada persona es única, conquista los hábitos pecaminosos requiere atención y corrección individual. El objetivo final de este proceso salvífico es llegar a ser divinizado, reflejar la semejanza Divina al convertirse semejante a Cristo tanto de comportamiento como de pensamiento.[cita requerida]
Una práctica tradicional de la ortodoxia es, como en otras Iglesias apostólicas, tener un mentor espiritual y guía a quien uno se confiesa y que trata el pecado de manera individual. Un guía experimentado y espiritualmente maduro sabrá cómo y cuándo aplicar rigor al tratar con el pecado y cuándo administrar la misericordia.[cita requerida]